# كودجو أفانو
كودجو أفانو (21 نوفمبر 1977 في تابليغبو) (بالفرنسية: Kodjo Afanou)‏ لاعب كرة قدم فرنسي الجنسية توغولي المولد يلعب حاليا في دوري المحترفين السعودي في الحزم السعودي منذ سنة 2008 حيث يجيد اللعب في خط الدفاع .
لعب أفانو في أندية بوردو (1995-2003) العين الإماراتي (2003) بوردو مجددا (2004-2005) جازيانتيب سبور التركي (2007) .
ساهم أفانو في تتويج نادي بوردو ببطولة دوري الدرجة الأولى موسم 1998/1999 وبطولة كأس الدوري الفرنسي موسم 2001/2002 .
شارك أفانو مع منتخب فرنسا في بطولة كأس العالم للشباب تحت 20 سنة التي أقيمت في ماليزيا 1997 . في المباراة الأولى لم يشارك أفانو وتعرض منتخب فرنسا لخسارة قاسية من منتخب البرازيل بنتيجة 0/3 . في المباراة التالية قرر المدرب اشراكه في مركز قلب الدفاع حيث نجح في المساهمة في تحقيق فوزين متتاليين على كوريا الجنوبية وجنوب أفريقيا بنتيجة واحدة 4/2 . في الدور الثمن النهائي حقق منتخب فرنسا نتيجة الفوز على منتخب المكسيك بهدف نظيف بينما خسر في الدور الربع النهائي من منتخب الأوروغواي بنتيجة 7/8 بركلات الجزاء الترجيحية .

## روابط خارجية
- كودجو أفانو على موقع الاتحاد الدولي (مؤرشف)  (الإنجليزية)
- كودجو أفانو على موقع رابطة كرة القدم الفرنسية للمحترفين (الإنجليزية)
- كودجو أفانو على موقع قاعدة بيانات كرة القدم.إي يو (الإنجليزية)
- كودجو أفانو على موقع ليكيب (الفرنسية)
- كودجو أفانو على موقع عالم كرة القدم.نت (الإنجليزية)
- كودجو أفانو على موقع كووورة